# Estiramientos Analíticos en Fisioterapia
Los estiramientos analíticos en fisioterapia, son técnicas o maniobras terapéuticas analíticas utilizadas en el tratamiento de enfermedades musculares, tendinosas, ligamentosas, óseas...sirven para elongar, mantener, recuperar la flexibilidad, extensibilidad y elasticidad de los tejidos blandos afectados. 

## Definición
El término de estiramiento es general y se usa para describir maniobras terapéuticas pensadas para elongar estructuras de tejido blando acortado, y por tanto para aumentar la amplitud del movimiento.
La movilidad y la flexibilidad de los tejidos blandos que rodean las articulaciones, es decir los músculos, el tejido conjuntivo y la piel, junto con una movilidad articular, son necesarias para tener una amplitud de movimiento normal. La amplitud del movimiento (ROM) indolora y sin restricción suele ser necesaria para realizar muchas tareas funcionales de la vida diaria, así como actividades laborales o recreativas. También se cree que la movilidad adecuada de los tejidos blandos y las articulaciones son un factor importante para la prevención o recaída de lesiones de los tejidos.
Las causas de un acortamiento adaptativo (contracturas) de los tejidos blandos de una articulación y la pérdida consiguiente de amplitud del movimiento pueden ser una inmovilización prolongada, restricción de movilidad, enfermedades neuromusculares o del tejido conjuntivo, una patología del tejido, debida a un traumatismo o deformidades óseas (Tejido óseo) congénitas o adquiridas.

## Conceptos de los Estiramientos
- Flexibilidad: Es la capacidad para mover una articulación, o una serie de articulaciones, en todo su recorrido articular de forma indolora y sin restricción.
- Extensibilidad: En los músculos, es decir, la capacidad que tiene para aumentar su tamaño, cuando se le aplica un estiramiento, al que llamamos fuerza externa o interna, que permite a los músculos que cruzan la articulación relajarse, elongarse y ceder a una fuerza de estiramiento.
- Elasticidad: Es la capacidad que tiene el músculo para recuperar el tamaño original en reposo, después de ser estirado.

## Propiedades de los Tejidos Blandos que afectan a la elongación
Cuando se aplican procedimientos de estiramiento a estos tejidos, la velocidad, la intensidad y duración de la fuerza de estiramiento, así como la temperatura de éstos, afectan a la respuesta de elongación. Cuando se estiran los tejidos se producen cambios elásticos o plásticos (tendencia de los tejidos blandos para asumir una longitud nueva y mayor después de suprimir la fuerza de estiramiento). Los tejidos contráctiles y no contráctiles tienen cualidades elásticas y plásticas.
- Contráctiles: El Tejido Muscular.
- No Contráctiles: Tejido ligamentoso, Cápsula articular, Tendones, Fascias y Tejido conjuntivo.

## Propiedades Neurofisiológicas del Tejido Contráctil
- Los husos neuromusculares: Son órganos sensoriales, es decir, mecano-receptores repartidos en el interior del Músculo, denominadas fibras intrafusales. Estos husos controlan la velocidad y duración de los estiramientos y detectan los cambios de longitud del músculo. A su vez, presenta un tipo de inervación motora (responsable de la contracción) y sensorial (fibras tipo Ia o tipo II secundaria).
- Órgano tendinoso de Golgi (OTG): Son mecano-receptores que se encuentran en la unión miotendinosa y tendón, envuelven los extremos de las fibras musculares y son sensibles a la tensión del músculo causado por un estiramiento pasivo o una contracción activa. Son un mecanismo protector que inhibe la contracción del músculo en el que están, es decir, cuando se desarrolla tensión excesiva en un músculo, se activa los Órgano tendinoso de Golgi.
- Inervación Recíproca: Es un mecanismo neuro-fisiológico, se pone en marcha cuando el músculo antagonista se contrae excéntricamente, para no constituir un impedimento para el músculo que desarrolla principalmente el movimiento agonista. Por ejemplo; cuando el músculo bíceps braquial se contrae para flexionar el codo, el tríceps braquial se contraerá excéntricamente por medio de la inervación recíproca para permitir que el movimiento se produzca. Este reflejo puede aprovecharse para obtener una mayor relajación y una buena coordinación en la musculatura justo antes de un estiramiento.

## Efectos en el Tejido Muscular
- Efectos de la inmovilización: Se producen cambios más rápidos y radicales. Se produce un debilitamiento del tejido por el recambio metabólico del colágeno y por los enlaces débiles entre las fibras nuevas no sometidas a tensión.
- Efectos de la inactividad (reducción de la actividad normal): Se produce un aumento del tamaño y cantidad de la fibra de colágeno, lo cual debilita el tejido; hay un predominio de fibras de elastina, lo cual incrementa la distensibilidad.
- Efectos de la edad: La edad disminuye la resistencia a la contracción máxima y aumenta la tendencia a sufrir síndrome por uso excesivo, fatiga y desgarros con el estiramiento. Disminuye el tamaño y números de fibras del músculo.
- Efectos de los corticosteroides: Tiene un efecto perjudicial duradero sobre las propiedades mecánicas del colágeno

con una reducción de la resistencia. Se produce la muerte de fibroblastos con retraso en su reaparición de hasta 15 semanas.
- Efecto al uso prolongado: Enlentecimiento de su contracción en el entrenamiento de fuerza bruta. Aumento de la capacidad de trabajo y potencia, aumenta la resistencia a la fatiga y fuerza con estímulos adecuados.

## Indicaciones
- Cuando la amplitud del movimiento está limitado por contracturas, adherencias y formación de tejido cicatrizal lo que provoca el acortamiento de los músculos y del tejido conjuntivo en la piel.
- Contracturas musculares.
- Cuando las limitaciones pueden provocar deformidades estructurales (esqueléticas) de otro modo evitables.
- Cuando se aprecia debilidad muscular y tirantez en los tejidos opuestos. Los músculos tirantes deben elongarse antes de que los débiles puedan fortalecerse con eficacia.
- Alteraciones del retorno venoso y edema locales.
- Quemaduras en fase no aguda, cicatrices retraídas.
- Después de inmovilizaciones, reposos prolongados y posiciones mantenidas en el tiempo.
- Agujetas, contracturas y molestias después de un esfuerzo.
- Preparación pre- y post- ejercicio.

### Objetivos
- El objetivo general de los estiramientos es recuperar o restablecer la amplitud normal del movimiento de las articulaciones y la movilidad de los tejidos blandos que rodean una articulación.
- Son objetivos específicos: Prevenir contracturas, aumentar o mantener la flexibilidad general o prevenir el riesgo de lesiones músculo-tendinosas relacionadas con actividades físicas y deportes específicos.

## Tipos de Estiramientos Específicos Analíticos

### Pasivos
- Pasivos Tipo I: Fuerza externa al segmento, sea el paciente o el terapeuta.
- Pasivos Tipo II (se incluyen aquí los denominados habitualmente balísticos o dinámicos): Realizados por la contracción de la musculatura antagonista (aquellos que producen una fuerza contraria entre sí). Lo realiza el propio paciente.
- Pasivos Tipo III: Realizados por la contracción de la musculatura antagonista y al final le aplicamos una fuerza externa, es una combinación entre el Tipo I y II.
- Especiales: Combinaciones con contracciones y relajación muscular; FNP (Facilitación neuromuscular propioceptiva).

### Activos
- Isométricos: Pasivo hasta el límite más isométrico. El estiramiento llega a las estructuras tendinosas por la contracción muscular de las fibras musculares propias y a la resistencia externa.
- Excéntricos: Es un tipo de carga muscular dinámica donde se desarrolla tensión muscular y la elongación física del músculo.

A su vez se añaden adjetivos:
- Analíticos (1 Solo músculo) o globales (Método Mézières).
- Estáticos o dinámicos, por el tiempo de repetición/duración.